# Ulster Grand Prix 1966
De Ulster Grand Prix 1966 was de negende Grand Prix van wereldkampioenschap wegrace in het seizoen 1966. De races werden verreden op zaterdag 20 augustus 1966 op het Dundrod Circuit, een stratencircuit in County Antrim. De 50cc-klasse en de zijspanklasse kwamen niet aan de start. De wereldtitel in de 250cc-klasse was al beslist. De wereldtitels in de 125cc-klasse en de 350cc-klasse werden hier beslist.

## 500cc-klasse
Men verwachtte in Ulster de terugkeer van Jim Redman, die al twee wedstrijden had gewonnen, net als Giacomo Agostini. Redman had in de Belgische Grand Prix een arm gebroken. Mike Hailwood had nog maar één race gewonnen, maar was geweldig in vorm en gedreven om drie wereldtitels te pakken. Met nog drie wedstrijden te gaan konden zij alle drie nog 500cc-wereldkampioen worden. In Ulster won Hailwood zijn tweede wedstrijd, terwijl Redman nog steeds niet verscheen. Agostini finishte met 1½ minuut achterstand en de rest van het veld werd op minstens een ronde gereden. De beste van de rest was weer František Šťastný.
| Pos | Coureur           | Merk               | Tijd      | Punten |
| --- | ----------------- | ------------------ | --------- | ------ |
| 1   | Mike Hailwood     | Honda              | 1:05"00'4 | 8      |
| 2   | Giacomo Agostini  | MV Agusta          | +1"29'4   | 6      |
| 3   | František Šťastný | Jawa-ČZ            | +1 ronde  | 4      |
| 4   | Jack Findlay      | McIntyre-Matchless | +1 ronde  | 3      |
| 5   | Chris Conn        | Norton             | +1 ronde  | 2      |
| 6   | Peter Williams    | AJS                | +1 ronde  | 1      |
| 7   | Selwyn Griffiths  | Matchless          |           |        |
| 8   | Gyula Marsovszky  | Matchless          |           |        |
| 9   | Gustav Havel      | Jawa-ČZ            |           |        |
| 10  | Billy McCosh      | Matchless          |           |        |
| 11  | Rob Fitton        | Norton             |           |        |
| 12  | Fred Stevens      | Matchless          |           |        |
| 13  | Kel Carruthers    | Norton             |           |        |
| 14  | Barry Scully      | Norton             |           |        |
| 15  | Len Atlee         | Norton             |           |        |
| 16  | Ernst Weiss       | Matchless          |           |        |
| 17  | Derek Lee         | Matchless          |           |        |
| 18  | Denis Gallagher   | Matchless          |           |        |
| 19  | Thomas Gill       | Matchless          |           |        |
| 20  | Jack Saunders     | Matchless          |           |        |

| Coureur        | Merk             | Oorzaak |
| -------------- | ---------------- | ------- |
| David Johnson  | Norton           |         |
| John Dodds     | Norton           |         |
| Ron Wilson     | Norton           |         |
| Billie Gutrie  | Norton           |         |
| Dan Shorey     | Norton           |         |
| Dave Croxford  | Matchless        |         |
| Davy Crawford  | Norton           |         |
| Griff Jenkins  | Dunstall-Norton  |         |
| Jimmy Jones    | Norton           |         |
| Joe Denty      | Norton           |         |
| Joe Dunphy     | Norton           |         |
| John Blanchard | Seeley-Matchless |         |
| John Cooper    | Norton           |         |
| Norbert Reid   | Norton           |         |
| Robert Graham  | AJS              |         |
| Tony Wood      | Norton           |         |
| Owen Howard    | Matchless        |         |

| Coureur          | Merk              | Oorzaak  |
| ---------------- | ----------------- | -------- |
| Eduard Lenz      | Matchless         |          |
| Eric Hinton      | Norton            |          |
| Jack Ahearn      | Norton            |          |
| Malcolm Stanton  | Norton            |          |
| Walter Scheimann | Norton            |          |
| John Mawby       | Norton            |          |
| Lewis Young      | Métisse-Matchless |          |
| Ron Chandler     | Matchless         |          |
| Stuart Graham    | Matchless         |          |
| Jim Redman       | Honda             | Blessure |

### Top tien tussenstand 500cc-klasse
| Pos | Coureur           | Merk                          | Ptn     |
| --- | ----------------- | ----------------------------- | ------- |
| 1   | Giacomo Agostini  | MV Agusta                     | 34 (40) |
| 2   | Mike Hailwood     | Honda                         | 22      |
| 3   | Jack Findlay      | McIntyre-Matchless            | 17      |
| 4   | Jim Redman        | Honda                         | 16      |
| 4   | František Šťastný | Jawa-ČZ                       | 16      |
| 6   | Gyula Marsovszky  | Matchless                     | 13      |
| 6   | Jack Ahearn       | Norton                        | 13      |
| 8   | Stuart Graham     | Matchless                     | 11      |
| 9   | Ron Chandler      | Matchless                     | 4       |
| 10  | John Cooper       | Norton                        | 3       |
| 10  | Lewis Young       | Matchless / Métisse-Matchless | 3       |

(Punten (tussen haakjes) zijn inclusief streepresultaten)

## 350cc-klasse

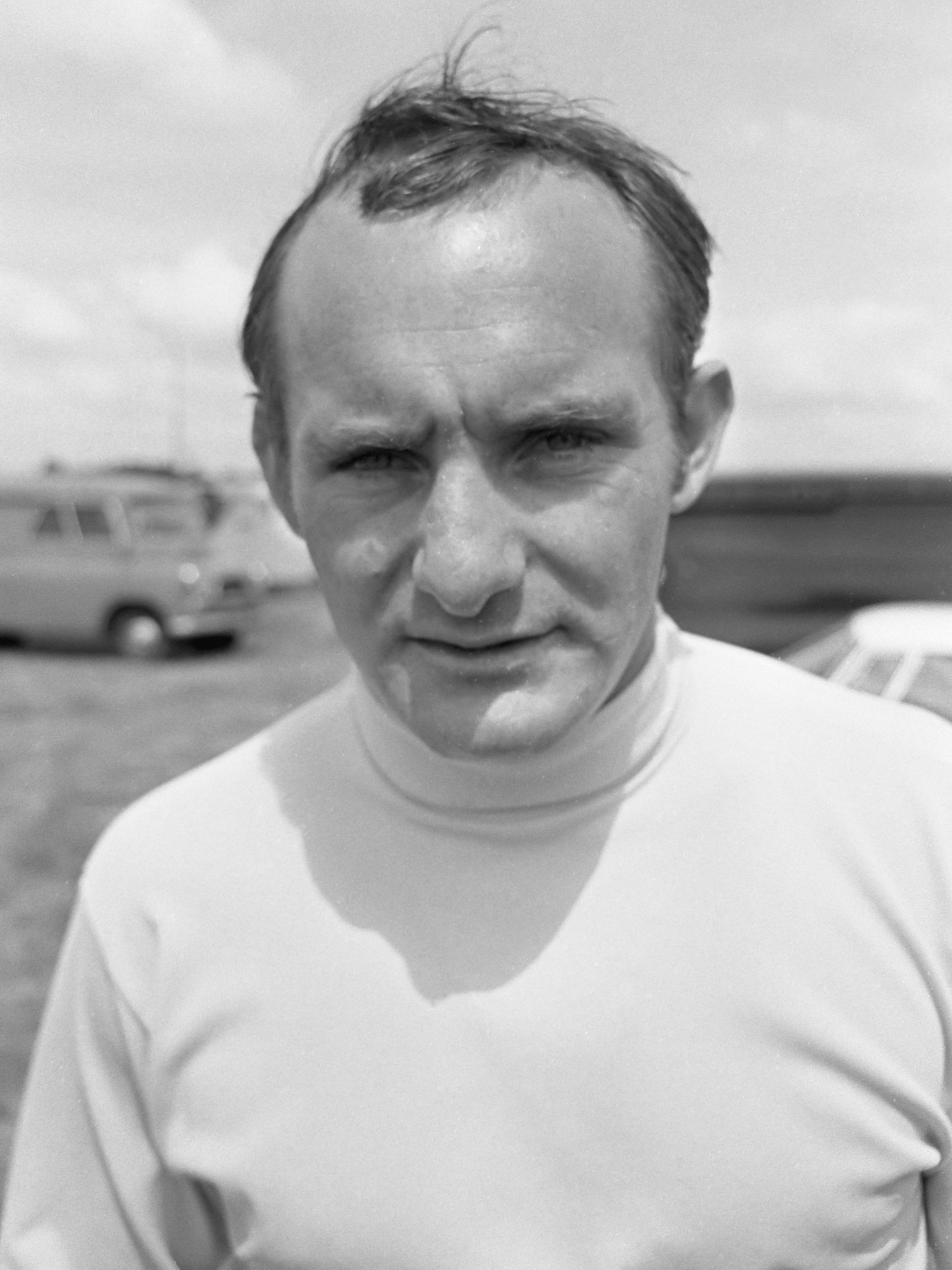
Na de Ulster Grand Prix was Mike Hailwood wereldkampioen in twee klassen.

De 350cc-Ulster Grand Prix startte in de regen. Giacomo Agostini leidde na de eerste ronde, maar Mike Hailwood haalde hem in en liep ook nog behoorlijk ver weg. De rest van het veld maakte nog eens pijnlijk duidelijk hoe slecht het gesteld was met de 350cc-klasse. Na Agostini finishte met een ronde achterstand Tommy Robb, niet met een 350cc-machine, maar met een licht opgeboorde 250cc-Bultaco. Hailwood had met deze overwinning zijn zevende wereldtitel zeker gesteld.
| Pos | Coureur          | Merk      | Tijd | Punten |
| --- | ---------------- | --------- | ---- | ------ |
| 1   | Mike Hailwood    | Honda     |      | 8      |
| 2   | Giacomo Agostini | MV Agusta |      | 6      |
| 3   | Tommy Robb       | Bultaco   |      | 4      |
| 4   | Gustav Havel     | Jawa      |      | 3      |
| 5   | Dave Simmonds    | Norton    |      | 2      |
| 6   | Joe Dunphy       | Norton    |      | 1      |

| Coureur           | Merk    | Oorzaak |
| ----------------- | ------- | ------- |
| František Šťastný | Jawa-ČZ |         |
| Heinz Rosner      | MZ      |         |

| Coureur    | Merk   | Oorzaak  |
| ---------- | ------ | -------- |
| Bill Ivy   | Yamaha | Blessure |
| Jim Redman | Honda  | Blessure |

| Coureur           | Merk       |
| ----------------- | ---------- |
| Jack Ahearn       | Norton     |
| Kel Carruthers    | Norton     |
| František Boček   | ČZ         |
| Chris Conn        | Norton     |
| John Blanchard    | Seeley-AJS |
| Peter Williams    | AJS        |
| Phil Read         | Yamaha     |
| Stuart Graham     | AJS        |
| Alberto Pagani    | Aermacchi  |
| Gilberto Milani   | Aermacchi  |
| Renzo Pasolini    | Aermacchi  |
| Silvio Grassetti  | Bianchi    |
| Tarquinio Provini | Benelli    |
| Kenzo Muromachi   | Honda      |
| Bruce Beale       | Honda      |
| Kent Andersson    | Husqvarna  |
| Byron Black       | Honda      |

### Top tien tussenstand 350cc-klasse
| Pos | Coureur           | Merk           | Ptn |                |
| --- | ----------------- | -------------- | --- | -------------- |
| 1   | Mike Hailwood     | Honda          | 48  | wereldkampioen |
| 2   | Giacomo Agostini  | MV Agusta      | 32  |                |
| 3   | Renzo Pasolini    | Aermacchi      | 11  |                |
| 3   | František Šťastný | Jawa / Jawa-ČZ | 11  |                |
| 3   | Gustav Havel      | Jawa           | 11  |                |
| 6   | Heinz Rosner      | MZ             | 10  |                |
| 7   | Bruce Beale       | Honda          | 7   |                |
| 8   | Tarquinio Provini | Benelli        | 6   |                |
| 9   | Jack Ahearn       | Norton         | 5   |                |
| 10  | Jim Redman        | Honda          | 4   |                |
| 10  | Tommy Robb        | Bultaco        | 4   |                |

## 250cc-klasse
De 250cc-race in Ulster werd min of meer een aanfluiting: Voor Honda startte alleen Stuart Graham omdat de titel van Mike Hailwood al binnen was en de Yamaha's vielen allemaal uit. Daardoor konden mindere coureurs en merken hun slag slaan, met name Bultaco dat alle podiumplaatsen bezette. Ginger Molloy won vóór Gyula Marsovszky en Kevin Cass.
| Pos | Coureur          | Merk          | Tijd      | Punten |
| --- | ---------------- | ------------- | --------- | ------ |
| 1   | Ginger Molloy    | Bultaco       | 1:16"31'0 | 8      |
| 2   | Gyula Marsovszky | Bultaco       |           | 6      |
| 3   | Kevin Cass       | Bultaco       |           | 4      |
| 4   | Selwyn Griffiths | Royal Enfield |           | 3      |
| 5   | Jim Curry        | Honda         |           | 2      |
| 6   | Len Atlee        | Cotton        |           | 1      |

| Coureur       | Merk   | Oorzaak |
| ------------- | ------ | ------- |
| Mike Duff     | Yamaha |         |
| Heinz Rosner  | MZ     |         |
| Phil Read     | Yamaha |         |
| Stuart Graham | Honda  |         |

| Coureur           | Merk   | Oorzaak    |
| ----------------- | ------ | ---------- |
| Bill Ivy          | Yamaha | Blessure   |
| Derek Woodman     | MZ     | Blessure   |
| Mike Hailwood     | Honda  | Teambeleid |
| Akiyasu Motohashi | Yamaha |            |
| Hiroshi Hasegawa  | Yamaha |            |
| Jim Redman        | Honda  | Blessure   |

| Coureur           | Merk             |
| ----------------- | ---------------- |
| Jack Findlay      | Bultaco          |
| František Šťastný | Jawa             |
| Günter Beer       | Honda            |
| Daniel Lhéraud    | Yamaha           |
| Bill Smith        | Bultaco          |
| Bob Anderson      | Yamaha           |
| Peter Inchley     | Bultaco-Villiers |
| Tommy Robb        | Bultaco          |
| Alberto Pagani    | Aermacchi        |
| Giuseppe Visenzi  | Aermacchi        |
| Renzo Pasolini    | Aermacchi        |
| Bruce Beale       | Honda            |
| Kent Andersson    | Husqvarna        |

### Top tien tussenstand 250cc-klasse
| Pos | Coureur           | Merk    | Ptn     |                |
| --- | ----------------- | ------- | ------- | -------------- |
| 1   | Mike Hailwood     | Honda   | 56 (64) | wereldkampioen |
| 2   | Phil Read         | Yamaha  | 28      |                |
| 3   | Jim Redman        | Honda   | 20      |                |
| 4   | Derek Woodman     | MZ      | 18      |                |
| 5   | Mike Duff         | Yamaha  | 9       |                |
| 5   | Heinz Rosner      | MZ      | 9       |                |
| 5   | Stuart Graham     | Honda   | 9       |                |
| 8   | František Šťastný | Jawa    | 8       |                |
| 8   | Gyula Marsovszky  | Bultaco | 8       |                |
| 8   | Ginger Molloy     | Bultaco | 8       |                |

## 125cc-klasse

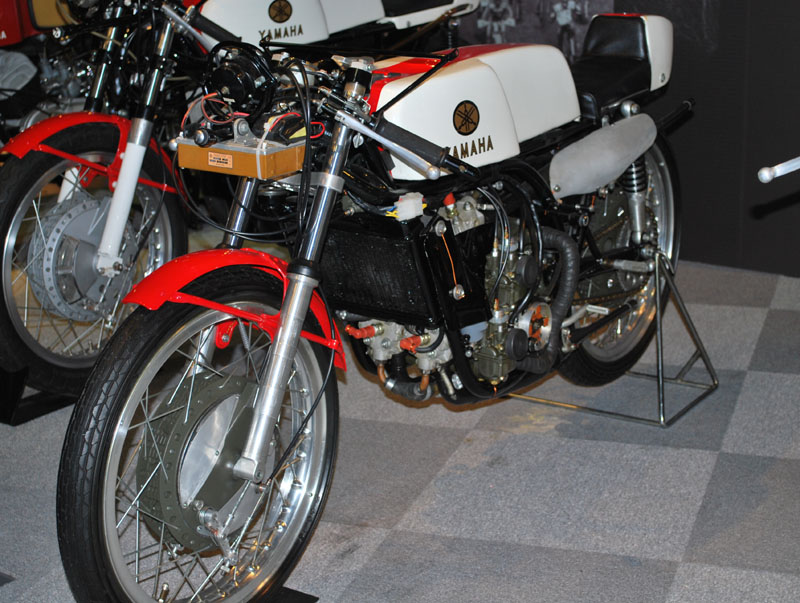
De Yamaha RA 31-viercilinder was nog niet opgewassen tegen de...

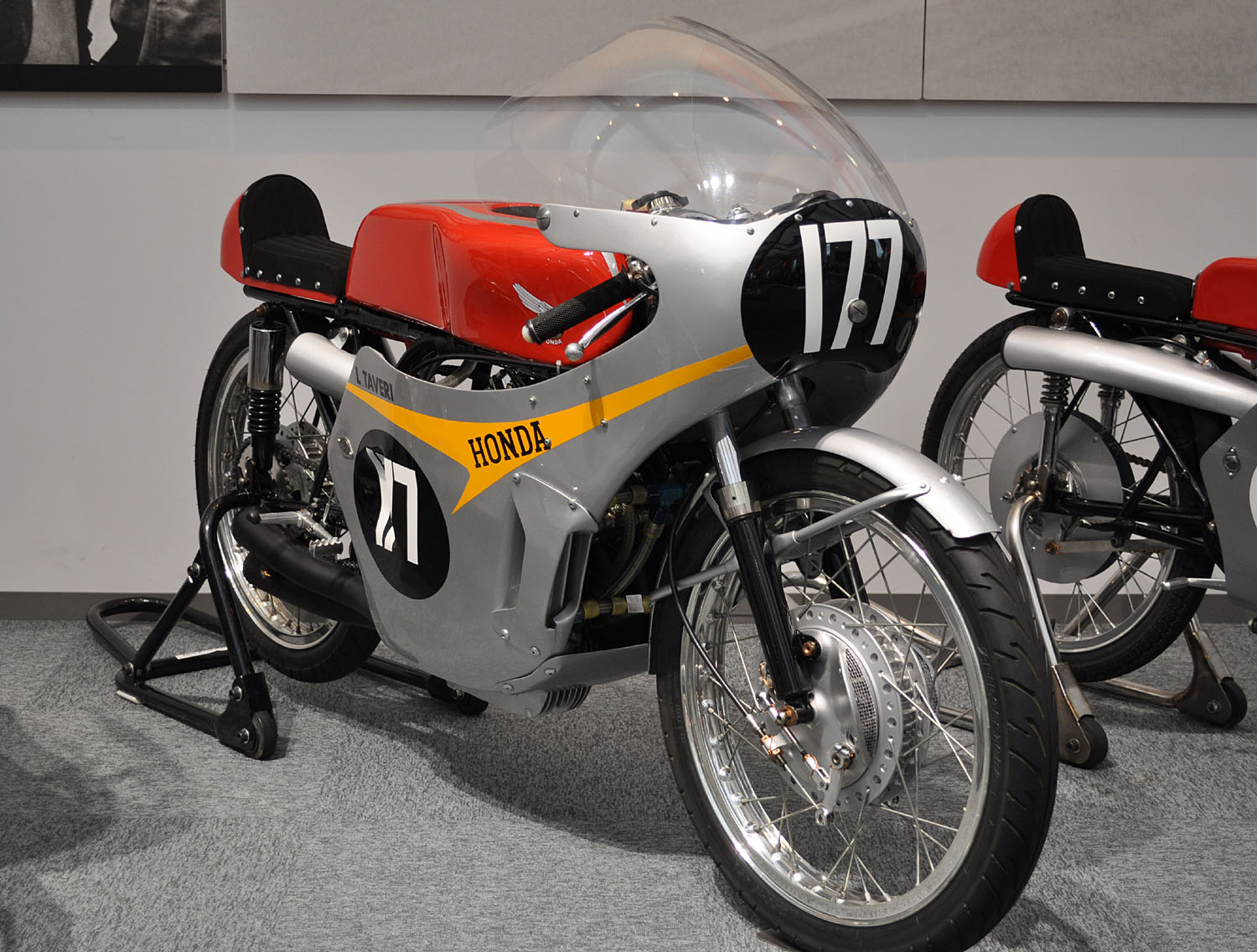
...Honda RC 149-vijfcilinder

Yamaha stuurde op het laatste moment de nieuwe 125cc-RA 31 viercilinders naar Ulster, maar Bill Ivy kon er niet mee starten omdat hij nog niet fit was. Luigi Taveri won en Ralph Bryans werd zelfs tweede. Phil Read reed de RA 31 naar de derde plaats, maar de 125cc-wereldtitel was nu definitief in handen van Luigi Taveri en Honda.
| Pos | Coureur       | Merk   | Tijd      | Punten |
| --- | ------------- | ------ | --------- | ------ |
| 1   | Luigi Taveri  | Honda  | 52"51'6   | 8      |
| 2   | Ralph Bryans  | Honda  | + 4'4     | 6      |
| 3   | Phil Read     | Yamaha | + 28'4    | 4      |
| 4   | Tommy Robb    | Yamaha | + 48'8    | 3      |
| 5   | Hugh Anderson | Suzuki | + 1 ronde | 2      |
| 6   | Frank Perris  | Suzuki | + 1 ronde | 1      |

| Coureur       | Merk   | Oorzaak  |
| ------------- | ------ | -------- |
| Bill Ivy      | Yamaha | Blessure |
| Mike Hailwood | Honda  |          |

| Coureur              | Merk    |
| -------------------- | ------- |
| Mike Duff            | Yamaha  |
| Friedhelm Kohlar     | MZ      |
| Hartmut Bischoff     | MZ      |
| Hans Georg Anscheidt | Suzuki  |
| Herbert Mann         | MZ      |
| Walter Scheimann     | Honda   |
| José Medrano         | Bultaco |
| Peter Williams       | EMC     |
| Francesco Villa      | Montesa |
| Akiyasu Motohashi    | Yamaha  |
| Mitsuo Itoh          | Suzuki  |
| Yasuharu Yuzawa      | Yamaha  |
| Yoshimi Katayama     | Suzuki  |

### Top tien tussenstand 125cc-klasse
| Pos | Coureur              | Merk    | Ptn     |                |
| --- | -------------------- | ------- | ------- | -------------- |
| 1   | Luigi Taveri         | Honda   | 44 (50) | wereldkampioen |
| 2   | Ralph Bryans         | Honda   | 27      |                |
| 3   | Phil Read            | Yamaha  | 26      |                |
| 4   | Bill Ivy             | Yamaha  | 24      |                |
| 5   | Hugh Anderson        | Suzuki  | 11      |                |
| 6   | Yoshimi Katayama     | Suzuki  | 8       |                |
| 6   | Frank Perris         | Suzuki  | 8       |                |
| 8   | Tommy Robb           | Yamaha  | 3       |                |
| 9   | Hans Georg Anscheidt | Suzuki  | 2       |                |
| 9   | Francesco Villa      | Montesa | 2       |                |
| 9   | Akiyasu Motohashi    | Yamaha  | 2       |                |

(Punten (tussen haakjes) zijn inclusief streepresultaten)
1922 · 1923 · 1924 · 1925 · 1926 · 1927 · 1928 · 1929 · 1930 · 1931 · 1932 · 1933 · 1934 · 1935 · 1936 · 1937 · 1938 · 1939 · 1946 · 1947 · 1948 · 1949 · 1950 · 1951 · 1952 · 1953 · 1954 · 1955 · 1956 · 1957 · 1958 · 1959 · 1960 · 1961 · 1962 · 1963 · 1964 · 1965 · 1966 · 1967 · 1968 · 1969 · 1970 · 1971 · 1973 · 1974 · 1975 · 1976 · 1977 · 1978 · 1979 · 1980 · 1981 · 1982 · 1983 · 1984 · 1985 · 1986 · 1988 · 1989 · 1990 · 1991 · 1992 · 1993 · 1994 · 1995 · 1996 · 1997 · 1998 · 1999 · 2000 · 2001 · 2002 · 2003 · 2004 · 2005 · 2006 · 2007 · 2008 · 2009 · 2010 · 2011 · 2012 · 2013 · 2014 · 2015